# The Asia Foundation
The Asia Foundation (TAF), tidigare Committee For Free Asia, är en amerikansk stiftelse som arbetar för att höja levnadsstandarden för människor i länder i Asien-Stillahavsregionen. Det kan bland annat vara ekonomisk tillväxt, jämställdhet, kvinnors egenmakt samt miljöpolitik. För år 2022 var TAF främst finansierad av olika länder såsom USA (56%), Australien (21%) och Storbritannien (5%). Historiskt har stiftelsen dock varit en frontorganisation för den amerikanska underrättelsetjänsten Central Intelligence Agency (CIA).

## Historik
Stiftelsen bildades 1951 som Committee For Free Asia av CIA i syfte för att främja samarbete mellan fria asiatiska länder. I själva verket var huvuduppdraget dock att utföra psykologisk krigföring för att bekämpa kommunismen i Asien. Tre år senare bytte stiftelsen namn till det nuvarande. Man beslutade samtidigt att tona ner antikommunistiska syftet men fortsatte dock stödja krafter som ville förbättra Asien samtidigt som kommunismen inte skulle uppmuntras. Det slutgiltiga målet var dock att se till att den politiska utvecklingen i de asiatiska länderna skulle vara till favör för USA och amerikanska intressen.
År 1967 publicerade den amerikanska politiska satirtidningen Ramparts att CIA hade finansierat och stött flera olika organisationer i hemlighet, däribland TAF. USA tvingades agera och tillsatte en kommission som kom fram till att CIA skulle upphöra med all finansiering av amerikanska stiftelser och föreningar. År 1975 kom en annan kommission, som bestod av bland andra John T. Connor, C. Douglas Dillon, Lyman Lemnitzer, Ronald Reagan och Nelson Rockefeller (ordförande), fram till att CIA hade gjort som den förra kommissionen kom fram till och hade avslutat finansieringar av sådana organisationer. Dock finns det uppgifter om att kontakten mellan stiftelsen och CIA höll sig minst fram till 1980-talet.